# Necromys obscurus
Necromys obscurus је врста глодара из породице хрчкова (лат. Cricetidae). 

## Распрострањење
Врста има станиште у Аргентини и Уругвају.

## Угроженост
Ова врста је на нижем степену опасности од изумирања, и сматра се скоро угроженим таксоном.